# Kobilca
Kobilca je priimek v Sloveniji, ki ga je po podatkih Statističnega urada Republike Slovenije na dan 1. januarja 2010 uporabljalo 31 oseb.

## Znani nosilci priimka
- Ivana Kobilca (1861—1926), slikarka